# Tradition AB

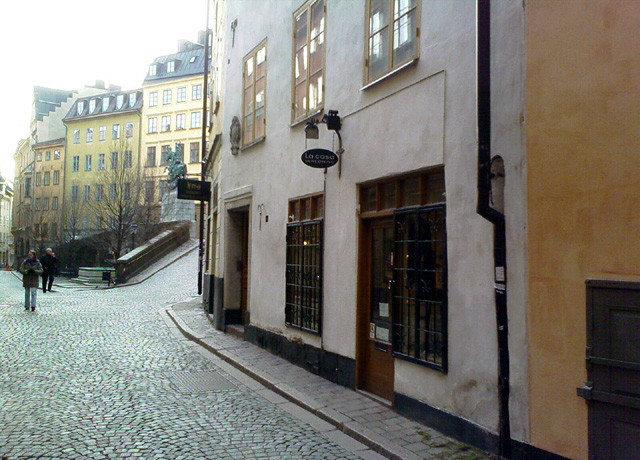
Österlånggatan 10, där den svenska rollspelsvågen började, på knappt tjugo kvadratmeter. 2007 var lokalen en presentbutik.

Tradition AB var en svensk butikskedja som sålde spel av olika slag (rollspel, brädspel, konfliktspel, figurspel, sällskapsspel, datorspel, etc.) på flera orter i Sverige. Företaget hade under 1980-talet avgörande betydelse för den svenska rollspelspelhobbyns framväxt. Tradition AB togs under det tidiga 2000-talet över av EB Games, och butikerna omvandlades mer och mer till renodlade datorspelsbutiker. 
Butiken Tradition öppnades i början av 1970-talet av John Maniatopoulos som tidigare drivit postorderföretaget Hobby Service i Nacka, vilket levde kvar parallellt med Tradition. Butiken var inhyst i en ytterst liten lokal på Österlångatan 10 i Gamla Stan i Stockholm. Tradition var senare nära förknippad med krigsspelsföreningen Swedish Wargaming Society på Södermalm i Stockholm,  i vilken Maniatopoulos var en centralfigur. Traditions sortiment utgjordes av plastmodeller (Tamaya och liknande), tennfigurer (Historex, Tradition, Minifigs, etc), militärhistorisk litteratur och de amerikanska krigsspel (SPI och Avalon Hill) som på många sätt var rollspelshobbyns förridare. En tid efter Maniatopoulos död 1977 övergick butiken i Lars Cromsjös ägo.
1981 köpte Target Games butiken av Cromsjö. Under årtiondet från och med Äventyrsspels lansering 1982 av det första rollspelet på svenska, Drakar och Demoner, var Tradition centrum för landets rollspelsexplosion. Butiken flyttade 1982/83 till Storgatan, sedan vidare till Humlegårdsgatan och Sturegallerian och slutligen till Gallerian. Namnet Tradition övergick sakta från att beteckna en butik till att gälla en butikskedja, men övergavs i och med att företaget köptes av EB Games.